# Корачиці
Корачиці (словен. Koračice) — поселення в общині Светий Томаж, Подравський регіон‎, Словенія.